# Riaño (kommunhuvudort)
Riaño är en kommunhuvudort i Spanien.   Den ligger i provinsen Provincia de León och regionen Kastilien och Leon, i den norra delen av landet, 300 km norr om huvudstaden Madrid. Riaño ligger 1 126 meter över havet och antalet invånare är 531.
Terrängen runt Riaño är huvudsakligen kuperad. Riaño ligger nere i en dal. Runt Riaño är det mycket glesbefolkat, med 2 invånare per kvadratkilometer. Närmaste större samhälle är Sabero, 19,6 km sydväst om Riaño. I omgivningarna runt Riaño växer i huvudsak blandskog.